# NSB El 15 sorozat
Az NSB El 15 sorozat egy norvég, Co'Co' tengelyelrendezésű 15 kV, 16,7 Hz AC áramrendszerű villamosmozdony-sorozat volt, amely az NSB részére épült 1967-ben, hogy helyettesítsék az NSB El 3 és NSB El 4 mozdonyokat az Ofotbanen vonalon. Fő feladata a nehéz vasérc-szállító tehervonatok továbbítása. Az El 15 az NSB valaha használt legnagyobb teljesítményű mozdony.
Jelenleg a Hector Rail használja tehervonatok továbbítására. Összesen 6 db készült belőle a ASEA gyárában 1967-ben.

## Történet

### NSB El15
Az Ofotbanen Svédország és Norvégia között futó, vasércszállításra kiépült vasútvonal. A vonalon a '60-as évekig a Svéd Államvasutak (SJ) és a Norvég Államvasutak (NSB) a forgalmat erre a vonalra beszerzett kétszekciós, csatlórudas ASEA gépekkel bonyolította le (ezen gépek a svédeknél Dm (II), a norvégoknál El12 néven futottak). Azonban a '60-as években jelentkező egyre növekvő igényt ezek a mozdonyok nem tudták kielégíteni.
A forgalom növekedésére válaszul az SJ és az NSB a meglévő Dm mozdonyainak háromszekcióssá bővítése mellett döntött, lehetővé téve az ércvonatok terhelésének 4.100 tonnára való növelését. Azonban az SJ-vel ellentétben az NSB már nem tervezett az elavult hajtórudas technikába befektetni. Ezért a bővítéseket a meglévő 5x2 El12-es 3x3 darabosra alakításával érte el, egy szekciónyi tartalékkal. Az NSB a kieső kapacitást helyettesítendő az ASEA-hoz fordult a kor színvonalának megfelelő, korszerű mozdony beszerzése céljából. A beszerzés előtt a Román Államvasutakhoz (CFR) hasonlóan az NSB is 2 darab SJ Rb1-est vett igénybe tesztelési célokra. A teszteket itt is megrendelés követte, és az NSB is az Rb1-es módosított, 6-tengelyes változatát választotta, amelyet az ASEA korábban a CFR-nek fejlesztett ki. Az új gépekkel szemben további követelmény volt, hogy párban közlekedhessenek. Az El15-ök teljesítménye 5400 kW lett, és az ércvonatokon használt SzA3 kapcsolókészülékkel látták el őket.
Az NSB az új mozdonyokat eredetileg az El12-esekhez hasonlóan kifejezetten ércvonatok továbbítására, előfogatolt üzemre tervezte bevetni, és emiatt egy vezetőfülkével kívánta beszerezni. Végül ezt a tervet felülbírálták, és a mozdonyokat a rugalmasabb bevethetőség érdekében két vezetőfülkével, akár személyvonati forgalomra is alkalmas kivitelben rendelték meg.

### MTAS/MTAB El15
A mozdonyok 1996-ig szolgáltak az NSB színeiben. 1996-ban a bányákat üzemeltető LKAB, az SJ és az NSB a bányák forgalmának kiszolgálására közös társaságot alapított MTAS néven, a mozdonyok is ide kerültek át. Az El15-ösök pályafutása a nehéz ércvonatok élén 2004-ben ért véget, ekkorra szerezte be az LKAB az öregedő Dm3-asok és El15-ösök leváltására szánt kétszekciós IORE mozdonyokat.

### HectorRail 161
A fölöslegessé váló El15-ösöket az akkor debütáló HectorRail magántársaság vásárolta meg 2004-ben, amely – az akkor Norvégiában megszokott gyakorlattól eltérően – úgy döntött, hogy saját mozdonyflottát szerez be. A HectorRailhez átkerülve a mozdonyok sorozatszámot is váltottak, a HectorRail saját számozása szerint a 161-es sorozat lett belőlük. A gépeket 2005-ben átszínezték, az önműködő kapcsoló-vonókészülékeket csavarkapcsosra cserélték, és a gépek híres színészek híres filmes karaktereinek neveit vették fel:
- 161 101: Plissken (Kurt Russel), Escape from New York (1981)
- 161 102: Marlowe
- 161 103: Gittes (Jack Nicholson), Chinatown (1974)
- 161 104: Doyle (Robert Shaw), The Sting (1973)
- 161 105: Callahan (Clint Eastwood), Dirty Harry (1971)
- 161 106: Deckard (Harrison Ford), Blade Runner (1982)

A 161-esek lettek a HectorRail első saját mozdonyai. A konstrukció sikerességét jelzi, hogy ekkor még mind a 6 gép üzemben volt.

### Grenland Rail El15
A gépeket 2019-ben a HectorRail eladta a Grenland Railnek. A gépek visszakapták az El15-ös sorozatjelüket, és a Grenland Rail kék színezését. Jelenleg 4 darab van még üzemben.